# Uràlskaia
Uràlskaia (en rus: Уральская) és un poble del krai de Krasnoiarsk, a Rússia, que en el cens del 2010 tenia 187 habitants. Pertany al districte de Kuràguino.